# Iodictyum phoeniceum
Iodictyum phoeniceum är en mossdjursart som först beskrevs av Busk 1854.  Iodictyum phoeniceum ingår i släktet Iodictyum och familjen Phidoloporidae. Inga underarter finns listade i Catalogue of Life.